# アハメド・アブデルハイ
アハメド・アブデルハイ・サラーハ（Ahmed Abdelhay Salah, 1984年8月19日 - ）は、エジプトの男子バレーボール選手。ポジションはオポジット。エジプト代表。

## 来歴
ユース代表として2001年U-19世界選手権、ジュニア代表として2003年U-21世界選手権に出場。同年シニア代表に選出され、10月にナイジェリアで開催されたオールアフリカゲームズで国際大会デビューを飾り優勝を経験、2003年ワールドカップにチーム最年少の19歳で出場した。
エジプト代表のサウスポーのオポジットとして、2006年世界選手権、2007年ワールドカップ、2008年北京オリンピックに出場。2005年からはアフリカ選手権3連覇に貢献し、2009年アフリカ選手権で最優秀選手賞を獲得。アフリカ王者として2大会連続ワールドグランドチャンピオンズカップに出場した。
2013年CEVカップでトルコのハルクバンク・アンカラの優勝に貢献し、ベストプレイヤー、ベストスパイカーを受賞した。

## 球歴
- オリンピック - 2008年（11位）
- 世界選手権 - 2006年（21位）、2014年
- ワールドカップ - 2003年（12位）、2007年（10位）
- ワールドリーグ - 2007年、2008年（13位）
- ワールドグランドチャンピオンズカップ - 2005年（5位）、2009年（6位）
- アフリカ選手権 - 2005年、2007年、2009年（優勝）

## 所属クラブ
- アル・アハリSC
- ハルクバンク・アンカラ（2012-2013年）
- ガラタサライSK（2013-2014年）
- エル・ガイシュSC（2014-2018年）
- アル・アハリSC（2018-）